# Каподризе
Каподризе (итал. Capodrise) — коммуна в Италии, располагается в регионе Кампания, в провинции Казерта.
Население составляет 8135 человек (на 2004 г.), плотность населения составляет 2503 чел./км². Занимает площадь 3 км². Почтовый индекс — 81020. Телефонный код — 0823.
Покровителем коммуны почитается святой апостол Андрей, празднование 30 ноября.